# 4533 Orth
4533 Orth è un asteroide della fascia principale. Scoperto nel 1986, presenta un'orbita caratterizzata da un semiasse maggiore pari a 2,3692560 UA e da un'eccentricità di 0,2457110, inclinata di 22,64402° rispetto all'eclittica.